# Liste des députés de la wilaya d'Alger

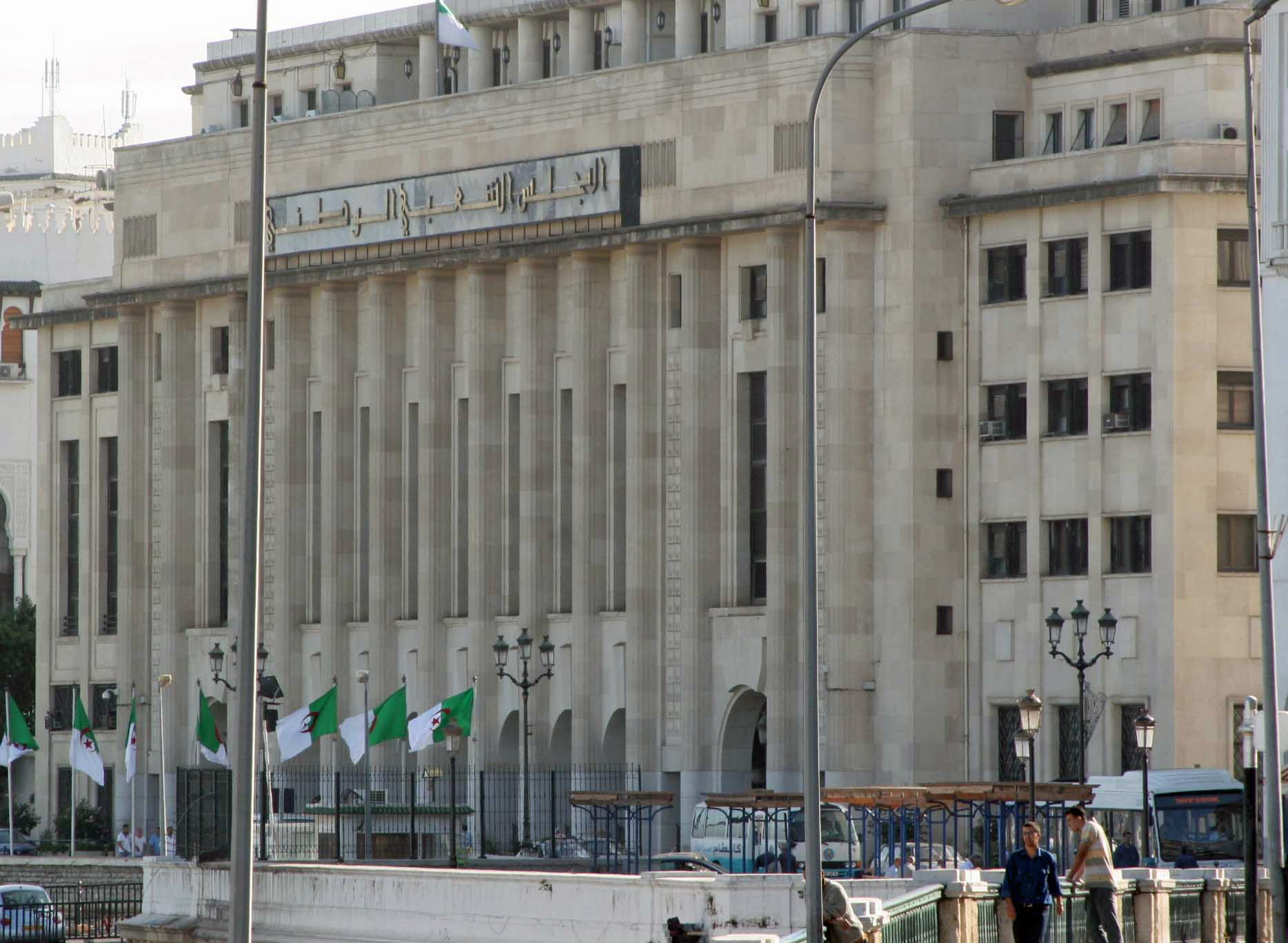
Assemblée populaire nationale (Algérie).

La wilaya d'Alger est représentée à chaque scrutin électoral législatif par des députés à l'Assemblée Populaire Nationale (APN).

## Assemblée constituante de 1962
La liste nominative des députés de la préfecture d'Alger lors de l'Assemblée constituante de 1962.
1. Tayeb Akkouche
2. Safia Baazi
3. Sadek Batel
4. Meriem Belmihoub
5. Belkacem Benhanni
6. Kamel Benstaali
7. Abdelkader Bentoumi
8. Zoubir Bouadjadj
9. Mokhtar Bouchafa
10. Mohamed Bousmaha
11. Bachir Braï
12. Alexandre Chaullet
13. Hocine Elmahdaoui
14. Mohammed Fergani
15. Mohammed Haroum
16. Mohand Tahar Ladjouzi
17. Djelloul Melaïka
18. Boualem Oussedik
19. Évelyne Safir Lavalette
20. Paul Ramage
21. Salah Mebroukine
22. Yacef Saâdi
23. M'Hamed Yazid

## Élections législatives de 1964
La liste nominative des députés de la préfecture lors des Élections législatives de 1964.

## Élections législatives de 1977
La liste nominative des députés de la wilaya d'Alger lors des Élections législatives de 1977.
1. Ali Abdelguerfi
2. Hocine Ait-Idir
3. Saadoun Amara
4. Abdelmadjid Azzi
5. Sekkina Baghriche
6. Hassène Bencheikh
7. Slimane Benyahia
8. Mohamed Boukhalfa
9. Mohamed-Salah Chafai
10. Abdelkader Chera
11. Abdelkader Douifi
12. Boumediene El-Ouchdi
13. Baya Hachemi
14. Abdelkrim Hassani
15. Baya Hocine
16. Boualem Ifri
17. Mohamed Azzeddine Mehamsadji
18. Ahmed Mekireche
19. Meriem Fadila Mesli
20. Mohamed Mosteghanemi
21. Mohamed Nabi
22. Mohamed Oucharef
23. Z'hor Ounissi
24. Omar Taibaoui
25. Abdelmalek Temam
26. Layachi Yaker
27. Abdelkader Zaïbek
28. Mohamed Zitouni

## Élections législatives du 26 décembre 1991
La liste nominative des députés de la wilaya d'Alger lors des Élections législatives du 26 décembre 1991.
1. Omar Bourahmani[5]
2. Abdelhamid Charif[6]
3. Ali Zouita
4. Salah Bouzina
5. Chaouch Habbaci
6. Tahar Ameur
7. Mohamed Boudria
8. Rachid Barkat
9. Azzedine Rezig
10. Madani Leslous
11. Abdelkader Meghni
12. Abdelhamid Boucha
13. Mahieddine Derouiche
14. Fouad Delici
15. Abderrahim Hocine
16. Abdelmadjid Birem

## Élections législatives du 5 juin 1997
- Élections législatives du 5 juin 1997

## Élections législatives du 30 mai 2002
- Élections législatives du 30 mai 2002

## Élections législatives du 17 mai 2007
- Élections législatives du 17 mai 2007

## Élections législatives du 10 mai 2012
Les députés de la wilaya d'Alger lors des Élections législatives du 10 mai 2012 sont au nombre de 40.

### Liste nominative pour la législature 2012-2017
1. Abdelhadi D'Bichi (Front de Libération Nationale: FLN).
2. Abdelhalim Abdelouahab (Alliance de l'Algérie Verte: AAV).
3. Abdelwahid Bouabdellah (Front de Libération Nationale: FLN).
4. Abdesselam Bouchouareb (Ministre) (Rassemblement national démocratique: RND).
5. Ahmed Cherifi (Alliance de l'Algérie Verte: AAV).
6. Amar Ghoul (Alliance de l'Algérie Verte: AAV).
7. Asmaâ Benkada (Front de Libération Nationale: FLN)
8. Chahrazade Kirouani Née Bentouri (Alliance de l'Algérie Verte: AAV).
9. Djamel Madi (Front de Libération Nationale: FLN)
10. Djelloul Djoudi (Parti des Travailleurs: PT).
11. Fatima Boudjemline Née Hamidi (Alliance de l'Algérie Verte: AAV).
12. Fouzia Bensahnoune Née Sadi (Rassemblement national démocratique: RND).
13. Ghani Boudebouz (Alliance de l'Algérie Verte: AAV).
14. Hayat Taïati Née Méziani (Front des Forces Socialistes: FFS).
15. Kamel Mida (Alliance de l'Algérie Verte: AAV).
16. Karim Baloul (Front des Forces Socialistes: FFS).
17. Karima Admane (Alliance de l'Algérie Verte: AAV).
18. Louisa Hanoune (Parti des Travailleurs: PT).
19. Lyès Saâdi (Front de Libération Nationale: FLN)
20. Mohamed Bekkai (Parti des Travailleurs: PT).
21. Mohamed Larbi Ould Khélifa (Front de Libération Nationale: FLN)
22. Mustapha Bouchachi (Démissionnaire) (Front des Forces Socialistes: FFS).
23. Nadia Boubeghla Née Chouitem (Parti des Travailleurs: PT).
24. Naïma Madjer (Alliance de l'Algérie Verte: AAV).
25. Nora Mahiout (Front des Forces Socialistes: FFS).
26. Oumessaâd Bentourki (Front de Libération Nationale: FLN).
27. Rabah Mahmoudi (Alliance de l'Algérie Verte: AAV).
28. Rachid Kaloun (Alliance de l'Algérie Verte: AAV).
29. Ramdane Taâzibt (Parti des Travailleurs: PT).
30. Rahima Benbessa (Parti des Travailleurs: PT).
31. Saïda Brahim Bounab Née Hariti (Front de Libération Nationale: FLN).
32. Salaheddine Bourezak (Front de Libération Nationale: FLN).
33. Salim Labatcha (Parti des Travailleurs: PT).
34. Samira Mezaza Née Brahimi (Alliance de l'Algérie Verte: AAV).
35. Seddik Chiheb (Rassemblement national démocratique: RND).
36. Tahar Habchi (Alliance de l'Algérie Verte: AAV).
37. Youcef Khababa (Alliance de l'Algérie Verte: AAV).
38. Mohamed Nebbou (Front des Forces Socialistes: FFS).

### Statistiques parlementaires

#### Histogramme
Histogramme de la répartition des députés de la wilaya d'Alger selon l'appartenance partisane.

#### Répartition partisane
Appartenance partisane des députés de la wilaya d'Alger
- Alliance de l'Algérie Verte: AAV (14 députés) (32,56 %)
- Front des Forces Socialistes: FFS (5 députés) (11,62 %)
- Front de Libération Nationale: FLN (14 députés) (32,55 %)
- Parti des Travailleurs: PT (7 députés) (16,28 %)
- Rassemblement national démocratique: RND (3 députés) (6,97 %)

Les députés de la wilaya d'Alger se répartissent sur plusieurs listes partisanes:
1. Alliance de l'Algérie Verte: AAV: 14 députés (32.56 %).
2. Front des Forces Socialistes: FFS: 5 députés (11.62 %).
3. Front de Libération Nationale: FLN: 14 députés (32.55 %).
4. Parti des Travailleurs: PT: 7 députés (16.28 %).
5. Rassemblement national démocratique: RND: 3 députés (6.97 %).

#### Répartition sexuelle
Les députés de la wilaya d'Alger se répartissent par sexe selon le ratio suivant :
1. Députées Femmes : 14 (32.56 %).
2. Députés Hommes : 29 (67.44 %).

Répartition par sexe des députés de la wilaya d'Alger
- Femmes (14 députées) (32,56 %)
- Hommes (29 députés) (67,44 %)